# Beate Gauß
Beate Gauß (* 10. August 1984 in Ammerbuch) ist eine deutsche Sportschützin in den Klassen Luftgewehr (LG) und Kleinkalibergewehr (KK).

## Werdegang
Beate Gauß ist Studentin der SRH FernHochschule Riedlingen und startet für den SV Odenheim, die SF Gechingen und in der 1. Bundesliga Luftgewehr für die SSVG Brigachtal und wird von Claus Dieter Roth trainiert. Die Sportsoldatin gehört dem deutschen B-Nationalkader an. Sie gewann bei ihrer ersten Teilnahme an den wie immer in der Halle ausgetragenen Europameisterschaften in Győr mit dem Luftgewehr die Bronzemedaille. Ein Jahr später gewann sie mit Barbara Engleder und Britta Großecappenberg mit der LG-Mannschaft die Bronzemedaille und wurde Zehnte des Einzels. Es dauerte bis 2007, dass Gauß erneut an den Europameisterschaften teilnahm und mit Sonja Pfeilschifter und Barbara Engleder in Deauville Mannschaftsgold gewann. Im Einzel erreichte sie Rang fünf. Bei der Universiade in Bangkok gewann sie im August 2007 mit Jessica Kregel und Manuela Felix die Luftgewehr-Mannschaftssilbermedaille. In dieser Zusammensetzung gewann sie auch die Silbermedaille im Kleinkaliber-Dreistellungskampf. Den Mannschaftstitel bei der EM konnte sie 2008 in Winterthur in derselben Besetzung verteidigen, im Einzel wurde Gauß 12. Bei den Europameisterschaften 2009 in Prag konnte sie erstmals zwei Medaillen gewinnen: im Einzel musste sie sich einzig Snježana Pejčić geschlagen geben, mit Martina Rave und Tatjana Poseiner gewann sie in der Mannschaft Bronze. 2010 konnte sie in Meråker mit Sonja Pfeilschifter und Jessica Mager wieder den Mannschaftstitel gewinnen und wurde im Einzel hinter Andrea Arsović erneut Silbermedaillengewinnerin. In München nahm Gauß 2010 auch erstmals an Weltmeisterschaften teil. Im LG-Einzel wurde Gauß Sechste, mit Jessica Mager und Sonja Pfeilschifter gewann sie in der Mannschaft den Weltmeistertitel. Der sechste Rang im Einzel sicherte dem deutschen Olympiateam einen zweiten Startplatz für die Spiele 2012. Neben den Luftgewehrwettbewerben bestritt sie auch Wettbewerbe mit dem Kleinkalibergewehr. Im Dreistellungskampf wurde sie im Einzel Neunte, mit der Mannschaft gewann sie Bronze. 2011 gewann sie in Brescia mit Sonja Pfeilschifter und Barbara Engleder ihre vierte Goldmedaille im LG-Mannschaftswettbewerb und wurde Neunte des Einzels. Auch 2012 in Vierumäki gewann Gauß mit Engleder und Pfeilschifter erneut den Mannschaftstitel bei den Europameisterschaften, wurde im Einzel aber nur 29. Bei den Olympischen Spielen 2012 in London verpasste sie als 32. des Vorkampfes mit 392 Punkten das Finale.
Im Jahr 2014 wurde sie in Granada Weltmeisterin im Dreistellungskampf und gewann zusammen mit Barbara Engleder und Eva Rösken mit dem neuen Weltrekord von 1750 Ringen auch die Goldmedaille in der Mannschaftswertung. Bei den Europaspielen 2015 wurde sie Fünfte.
2010 wurde Gauß Deutsche Meisterin, beste Platzierung im Weltcup ist bislang ein zweiter Rang, erreicht 2008 in Rio de Janeiro.

## Sonstiges
Vor den Olympischen Spielen 2012 gehörte Gauß mit Regina Sergeeva, Christina Schütze, Christin Steuer und Angela Maurer zu fünf Athletinnen, die in der deutschen Ausgabe des Playboy nackt posierten.